# 金切斯區

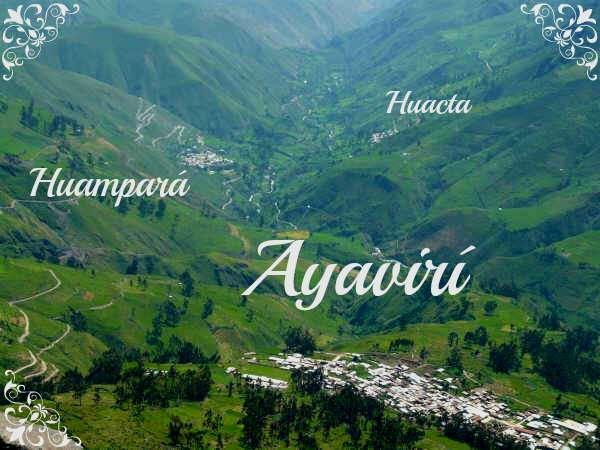

12°18′27″S 76°08′32″W / 12.30750°S 76.14222°W
金切斯區（西班牙語：Distrito de Quinches），是秘魯的一個區，位於該國中南部利馬大區的堯約斯省，始建於1857年1月2日，面積113.3平方公里，海拔高度2,962米，2005年人口1,026，人口密度每平方公里9.1人。